# Aslan Alijewitsch Maschadow

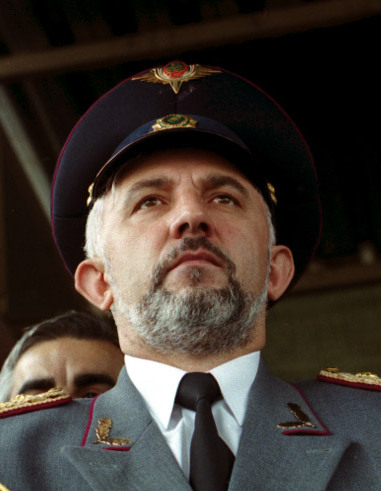
Aslan Maschadow, 1999

Aslan Alijewitsch Maschadow [mʌˈsxadəf] (Nachname im Deutschen auch Maßchadow oder Masschadow, tschetschenisch Масхадан Али кІант Аслан, russisch Аслан Алиевич Масхадов; * 21. September 1951 in Schakai, Kasachische SSR; † 8. März 2005 in Tolstoi-Jurt, Tschetschenien) war ab 1997 Präsident der international nicht anerkannten Tschetschenischen Republik Itschkerien und nach der gewaltsamen Wiedereingliederung des Landes in die Russische Föderation eine der Führungsfiguren des tschetschenischen Widerstandes.

## Herkunft
Maschadow wurde 1951 in der Sowjetrepublik Kasachstan im Dorf Schakai geboren. Das tschetschenische Volk war am 23. Februar 1944 unter Josef Stalin aus seiner Heimat nach Mittelasien vertrieben worden. 1957 wurde Maschadows Familie erlaubt, in den Kaukasus zurückzukehren. Maschadow trat in die Sowjetarmee ein und wurde in Tiflis zum Berufsoffizier der Artillerie ausgebildet. 1981 absolvierte er die Militärakademie in Leningrad. Danach wurde er zu einem Artillerieregiment nach Ungarn versetzt. Seit 1990 fungierte er als Befehlshaber der Artillerie- und Raketentruppen in Vilnius, der Hauptstadt der damaligen litauischen Sowjetrepublik. Mit dem Zusammenbruch der Sowjetunion 1992 zog er sich aus der Armee zurück und kehrte im Rang eines Obersten nach Tschetschenien zurück.

## Erster Tschetschenienkrieg
Nach dem Ende der Sowjetunion wurde Maschadow Stabschef der tschetschenischen Armee unter dem ersten tschetschenischen Präsidenten, Dschochar Dudajew. Durch den Sieg gegen die russischen Truppen im Ersten Tschetschenienkrieg von 1994 bis 1996 erwarb sich Maschadow politisches Ansehen.
Nach dem Tod von Dschochar Dudajew im April 1996 wurde Selimchan Jandarbijew Interims-Präsident, während Maschadow zum Interims-Ministerpräsidenten bestimmt wurde. In dieser Funktion handelte Maschadow im August 1996 mit der russischen Regierung ein Waffenstillstandsabkommen aus. Jandarbijew und Maschadow kandidierten beide für die Präsidentschaftswahl vom 27. Januar 1997. Die Wahl, die auch von OSZE-Beobachtern als frei und fair eingestuft wurde, gewann Maschadow.
Im Mai 1997 unterzeichneten Maschadow und der russische Präsident Boris Jelzin einen Friedensvertrag, in dem die Konfrontation zwischen Russland und Tschetschenien für beendet erklärt wurde. Gegen den wachsenden Einfluss fundamentalistischer Gruppen unter ihrer Leitfigur Schamil Bassajew kam Maschadow indes nicht an, und der Aufbau staatlicher Strukturen scheiterte. So nahmen in der Region die Kriminalität, terroristische Aktionen und die Islamisierung des öffentlichen Lebens zu.

## Zweiter Tschetschenienkrieg
Der Versuch Bassajews, durch einen Angriff auf die Nachbarrepublik Dagestan im September 1999 den Widerstand gegen Russland über Tschetschenien hinauszutragen, diente als Anlass für den Zweiten Tschetschenienkrieg. Der neue russische Staatschef Wladimir Putin ordnete bereits einen Monat später den erneuten Einmarsch der russischen Armee in Tschetschenien an.
Die tschetschenischen Widerstandskämpfer zerstreuten sich daraufhin in den ländlichen Gebieten und verließen die Hauptstadt Grosny. Maschadow ging in den Untergrund. Anstelle des gewählten Präsidenten Maschadow setzte die russische Regierung im Juni 2000 den ihr genehmen Achmat Kadyrow als Verwaltungschef in Tschetschenien ein. Auf Maschadow schrieb sie ein Kopfgeld von rund zehn Millionen US-Dollar aus; sowohl in Tschetschenien als auch in Russland wurde er nach wie vor als politischer Führer Tschetscheniens angesehen. Inwieweit er eine Kontrolle über den fundamentalistischen Flügel seiner Truppen hatte, bleibt allerdings spekulativ. Maschadow arbeitete mit Bassajew immer wieder zusammen; zugleich gab es zwischen ihnen eine lange Geschichte von Konflikten. Kurz vor seiner Ermordung bei einem Bombenanschlag 2004 sagte Achmat Kadyrow, Maschadow würde sich den föderalen Sicherheitsbehörden ergeben. Doch „er könne sich aus Angst vor Bassajew nicht zu diesem Schritt entschließen.“
Innerhalb des politischen Spektrums der Tschetschenen gehörte Maschadow zum gemäßigten Flügel; in seinen Verlautbarungen lehnte er Terrorakte gegen Zivilisten ab. Daher wurde er von vielen Beobachtern als einer der wenigen möglichen Gesprächspartner für eine friedliche Lösung des Konflikts genannt. Die russische Regierung lehnte diese Sichtweise kategorisch ab und beschuldigte ihn, in Wirklichkeit für verschiedene Terrorakte mitverantwortlich zu sein. So wurde ihm u. a. vorgeworfen, die Geiselnahme in einem Moskauer Theater im Oktober 2002 sowie die Geiselnahme in einer Schule in Beslan im September 2004 angeordnet zu haben. Geheimdienstkreise in Moskau verbreiteten den Vorwurf, er habe die Geiselnahme in Beslan geplant, um dann als Retter der Kinder aufzutauchen, zum Held von Beslan zu werden und den Kreml dazu zu zwingen, sich mit ihm an einen Tisch zu setzen. Beweise hierfür wurden bisher aber nicht vorgelegt. Maschadow selbst ließ durch seinen Sprecher Achmed Sakajew eine Beteiligung dementieren und beschuldigte die russische Regierung im Gegenzug, seine Vermittlungsangebote ignoriert zu haben. Die russische Regierung setzte nach der Geiselnahme von Beslan ein Kopfgeld von 10 Millionen US-Dollar auf Maschadow aus.
Am 8. März 2005 wurde Maschadow bei einer Spezialoperation des russischen Inlandgeheimdienstes FSB in der Ortschaft Tolstoi-Jurt getötet, nachdem er eine Woche zuvor dem russischen Präsidenten Putin eine Waffenruhe zur Beendigung des Krieges angeboten hatte. Seine Leiche wurde im russischen Fernsehen öffentlich zur Schau gestellt. Seiner Familie wurde eine Beisetzung der Leiche nicht gestattet. In einem Interview mit der russischen Nachrichtenagentur Interfax äußerte sich Ramsan Kadyrow zur Liquidierung Maschadows, wonach ausgerechnet Bassajew seinen Unterschlupf an das Spezialeinheitskommando verraten haben soll.
Nachfolger von Maschadow als Anführer der tschetschenischen Separatisten wurde Scheich Abdul Halim Sadulajew.